# 서울강북소방서
서울강북소방서(서울江北消防署, Seoul Gangbuk Fire Station)는 서울특별시 강북구를 관할하는 서울특별시 소방재난본부 산하의 소방서이다.
소방서장은 소방정으로 보한다.

## 조직
| - 소방행정과 - 소방행정팀 - 장비회계팀 - 홍보교육팀 | - 재난관리과 - 대응총괄팀 - 구조팀 - 구급팀 | - 예방과 - 예방팀 - 검사지도팀 - 위험물안전팀 | - 현장대응단 - 지휘팀 - 진압대 - 구조대 |

## 관할센터 및 관할구역
서울강북소방서는 3개의 119안전센터와 1개의 현장대응단을 산하에 두고 있다.
| 명칭                      | 사진 | 주소                  | 관할구역                                  | 지역대 |
| ------------------------- | ---- | --------------------- | ----------------------------------------- | ------ |
| 서울강북소방서 현장대응단 |      | 한천로 911 (번동)     | 번1·2·3동, 수유3동 단, 구조는 강북구 일원 |        |
| 우이119안전센터           |      | 삼각산로 111 (수유동) | 우이동, 인수동, 수유2동                   |        |
| 미아119안전센터           |      | 도봉로 125 (미아동)   | 미아동, 송중동, 송천동                    |        |
| 삼각산119안전센터         |      | 솔샘로 208 (미아동)   | 삼양동, 삼각산동, 수유1동                 |        |

## 같이 보기
- 대한민국 소방청
- 대한민국의 소방
- 대한민국 소방공무원